# Gomtî (Tripura)
La Gomtî, en bengali গোমতী, est une rivière de l'état indien du Tripura et du Bangladesh. Elle se jette dans le Meghna.

## Source
- (en) Cet article est partiellement ou en totalité issu de l’article de Wikipédia en anglais intitulé « Gumti River (Tripura) » (voir la liste des auteurs).